# Susanne Vincenz-Stauffacher

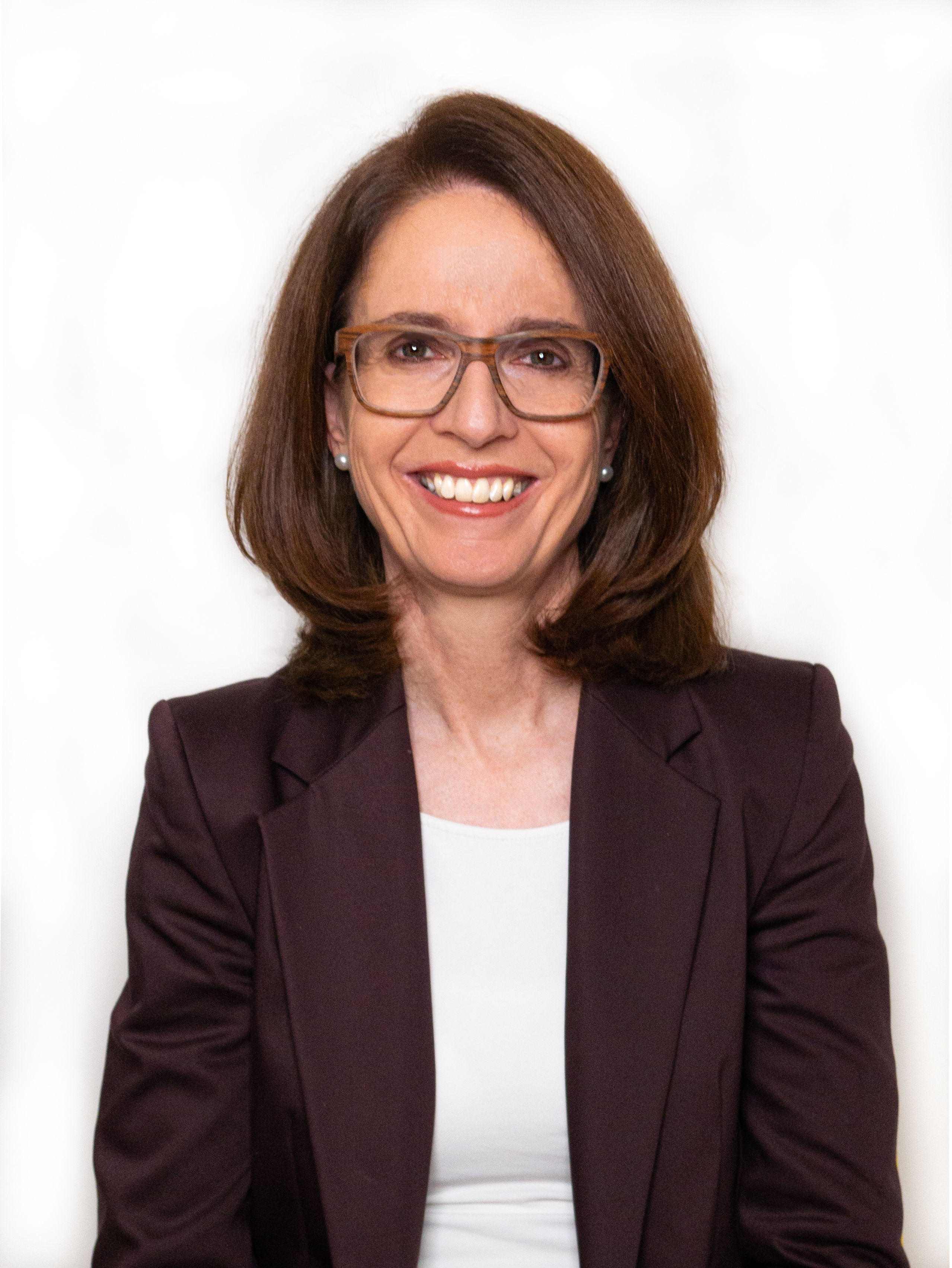
Susanne Vincenz-Stauffacher (2020)

Susanne Vincenz-Stauffacher (* 21. Januar 1967 in Wattwil; heimatberechtigt in Glarus Süd und Trun) ist eine Schweizer Politikerin (FDP). Sie vertrat von 2018 bis 2020 den Wahlkreis St. Gallen im Kantonsrat des Kantons St. Gallen. Bei den Parlamentswahlen 2019 wurde sie in den Nationalrat gewählt. Von 2020 bis 2025 war sie Präsidentin der FDP-Frauen Schweiz. 

## Leben und Engagement
Susanne Vincenz-Stauffacher studierte an der Universität St. Gallen Rechtswissenschaften und schloss das Studium 1990 mit dem Lizenziat (lic. iur.) ab. Nach Erlangung des Anwaltspatentes gründete sie 1993 eine eigene Anwaltskanzlei in St. Gallen und ist seither als selbstständige Rechtsanwältin und öffentliche Notarin tätig. 2013 absolvierte sie zusätzlich eine Weiterbildung zur Collaborative Lawyer SVCL. Im Rahmen ihrer beruflichen Tätigkeit war sie von 2003 bis 2016 Fachrichterin am Versicherungsgericht des Kantons St. Gallen und fungiert seit 2003 als Ombudsfrau Alter und Behinderung Kanton St. Gallen. Seit 2018 ist sie in dieser Position auch für die Kantone Appenzell Innerrhoden und Appenzell Ausserrhoden zuständig. Zusätzlich ist sie seit 2016 auch Präsidentin der Opferhilfe St. Gallen und beider Appenzell. Ende August 2023 wurde sie zur Präsidentin des Schweizerischen Wasserwirtschaftsverbands (SWV) in Nachfolge von Albert Rösti gewählt.
Neben ihren beruflichen Tätigkeiten ist Vincenz-Stauffacher auch ehrenamtlich engagiert. Von 2005 bis 2014 war sie Präsidentin der Frauenzentrale St. Gallen, des grössten Dachverbands für Frauenanliegen im Kanton St. Gallen.  
Susanne Vincenz-Stauffacher ist verheiratet, hat zwei Töchter und wohnt in Abtwil.

## Politik
Susanne Vincenz-Stauffacher ist sie seit Jahren politisch für die FDP im Kanton St. Gallen aktiv. Von 2004 bis 2006 war sie Präsidentin der FDP-Ortspartei Gaiserwald, und von 1997 bis 2005 gehörte sie der Parteileitung der FDP-Kantonalpartei an. Von 2000 bis 2005 war sie Vizepräsidentin der FDP-Kantonalpartei. Im Mai 2020 wurde sie zur Präsidentin der FDP-Frauen Schweiz gewählt; sie folgte auf Doris Fiala. Im März 2025 wurde sie von Bettina Balmer abgelöst.
Von 2018 bis 2020 vertrat sie den Wahlkreis St. Gallen im St. Galler Kantonsrat.
Am 10. März 2019 kandidierte Vincenz-Stauffacher bei den Ständeratsersatzwahlen im Kanton St. Gallen als Nachfolgerin von Bundesrätin Karin Keller-Sutter für den Ständerat. Sie erzielte mit 25'071 Stimmen das zweitbeste Resultat nach Benedikt Würth. Sie trat auch zum zweiten Wahlgang an und erreichte am 19. Mai 2019 den zweiten Platz mit 36'550 Stimmen.
Susanne Vincenz-Stauffacher wurde am 20. Oktober 2019 mit 22'951 Stimmen in den Nationalrat gewählt und bei den Wahlen 2023 wiedergewählt. Sie ist seit 2019 Mitglied der Kommission für Umwelt, Raumplanung und Energie des Nationalrates sowie der Gerichtskommission der Vereinigten Bundesversammlung. Sie ist Mitglied der Delegation für die Beziehungen zum Landtag des Fürstentums Liechtenstein und Stellvertreterin in der Immunitätskommission des Nationalrates.